# Industriële vormgeving

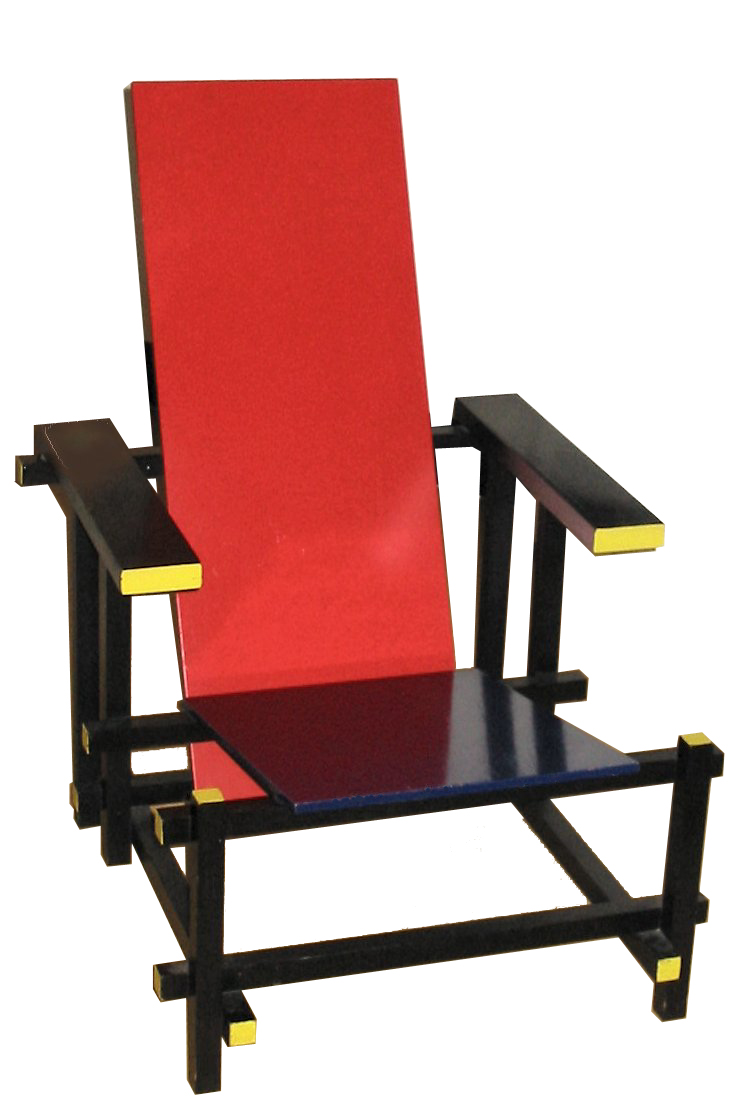
Rood-blauwe stoel, ontwerp Gerrit Rietveld

Industriële vormgeving, ook wel industrieel (product)ontwerp, productdesign of (industrial) design genoemd, is het ontwerpen van producten die industrieel in massa- of serieproductie worden vervaardigd. Enkele voorbeelden van dergelijke producten zijn de stofzuiger, het koffiezetapparaat, maar ook de rollator, laptoptassen en bureaustoelen.
De ontwikkeling van industriële vormgeving was een gevolg van de industriële revolutie toen er overgeschakeld werd van ambachtelijke vervaardiging (elk stuk is uniek) naar serieproductie (elk stuk was identiek zoals door de ontwerper beoogd).
Industriële vormgeving is de technische vaardigheid om de vorm en de functie van een voorwerp of product te bepalen. Het is een moeilijke combinatie van esthetische en functionele eigenschappen van het product. Het moet zowel esthetisch als praktisch bruikbaar zijn; bovendien moet het ook (voor een redelijke prijs) produceerbaar zijn.
Bij industriële vormgeving is er wel altijd sprake van serieproductie, dus niet een eenmalig product. Wat bij een industrieel ontwerp eerst opvalt, is de uitstraling en het uiterlijk van een product. Maar evenzo belangrijk is, voor de ontwerper, dat zijn product gemaakt, verkocht, en gebruikt wordt of kan worden. Bij industrieel ontwerpen komen onderwerpen als productieprocessen, materiaalkeuzes, ergonomie, planning en marketing ter sprake.
Industrieel ontwerpers ontwerpen niet alleen nieuwe producten maar proberen ook bestaande producten te verbeteren door nieuwe materialen, vormen of technieken toe te passen. Ze moeten hierbij rekening houden met de wensen en mogelijkheden van de gebruikers en de fabrikant. Bij de vormgeving moet rekening gehouden worden met het smaakgevoel van het publiek en bestaande stijlen en ontwerpstromingen.
Ook de fabricage en de verkoop van een product worden betrokken in het ontwerp. Ontwerpers moeten ook rekening houden met de levensduur en afbouw van een product. Als een product na jarenlang gebruik aan vervanging toe is, moeten de onderdelen rekening houden met afbraak of mogelijk hergebruik (recycling).

## Stromingen en stijlen
Binnen de 'industriële vormgeving' bestaan de volgende stromingen en stijlen: 

(chronologisch gerangschikt)
Historisch functionele ontwerpstromingen
- Lodewijk XV-stijl, Frankrijk
- Classicisme, Frankrijk
- Biedermeier, Duitsland
- Arts-and-craftsbeweging
- Esthetische beweging
- Japonisme, Frankrijk
- Art nouveau/jugendstil 1880-1914, Europa
  - Sezession 1890-1910, Hongarije
  - Wiener Werkstätte 1903-1932, Wenen
- Moderne stijl/modernisme 1910-1940, Europa
  - De Stijl 1917-1931, Nederland
  - Amsterdamse school 1910-1931, Amsterdam
  - Bauhaus 1910-1933, Duitsland
- Art deco 1920-1939, Europa
- Streamlining 1930-1980, Verenigde Staten

Modernere functionele ontwerpstromingen
- Biomorfisme 1920-1990, Europa
- Modern Scandinavisch ontwerp 1960-, Scandinavië
- Deconstructie 1973-1979, Frankrijk
- Hightech 1978-, Verenigde Staten
- Memphis 1982-1988, Italië

Mensgerichte ontwerpstromingen
- Designing for people 1950-1955, Frankrijk
- Dutch design 1993-, Nederland

Merkgebaseerde ontwerpstromingen
- Braun design 1975-2009, Duitsland
- Philips design 1980-, Eindhoven
- Apple design 1990-, Californië
- Nokia design 1995-, Finland

Idealistische ontwerpstromingen
- Cradle to Cradle 1990-, Verenigde Staten
- Idealistic Design 2005-2006, Amsterdam
- Desycling 2006-, Amsterdam
- Ecodesign 2006-, Amsterdam
- Ugly Design 2008-, Londen
- DIY/Hack Culture 2008-, Verenigde Staten

## Bekende industrieel vormgevers
Nederland
- Laurens van den Acker
- Cor Alons
- Tord Boontje
- Piet Hein Eek
- Wim Gilles
- René Holten
- Richard Hutten
- Friso Kramer
- Bruno Ninaber van Eyben
- Ootje Oxenaar
- Benno Premsela
- Gerrit Rietveld
- Mart Stam
- Emile Truijen
- Ton van de Ven
- Marcel Wanders

België
- Steven Brouns
- Wim Segers
- Gert Stevens
- Henry Van de Velde
- Maarten Van Severen
- Michaël Verheyden
- Lowie Vermeersch
- Dirk Wynants

Italië
- Antonio Citterio
- Gualtiero Galmanini
- Alessandro Mendini
- Aldo Rossi
- Franco Scaglione
- Ettore Sottsass

Overig
- Luigi Colani
- James Dyson
- Michael Graves
- Konstantin Grcic
- Jacob Jensen
- Raymond Loewy
- Jasper Morrison
- Marc Newson
- Dieter Rams
- Philippe Starck
- Hans Wegner

## Opleidingen

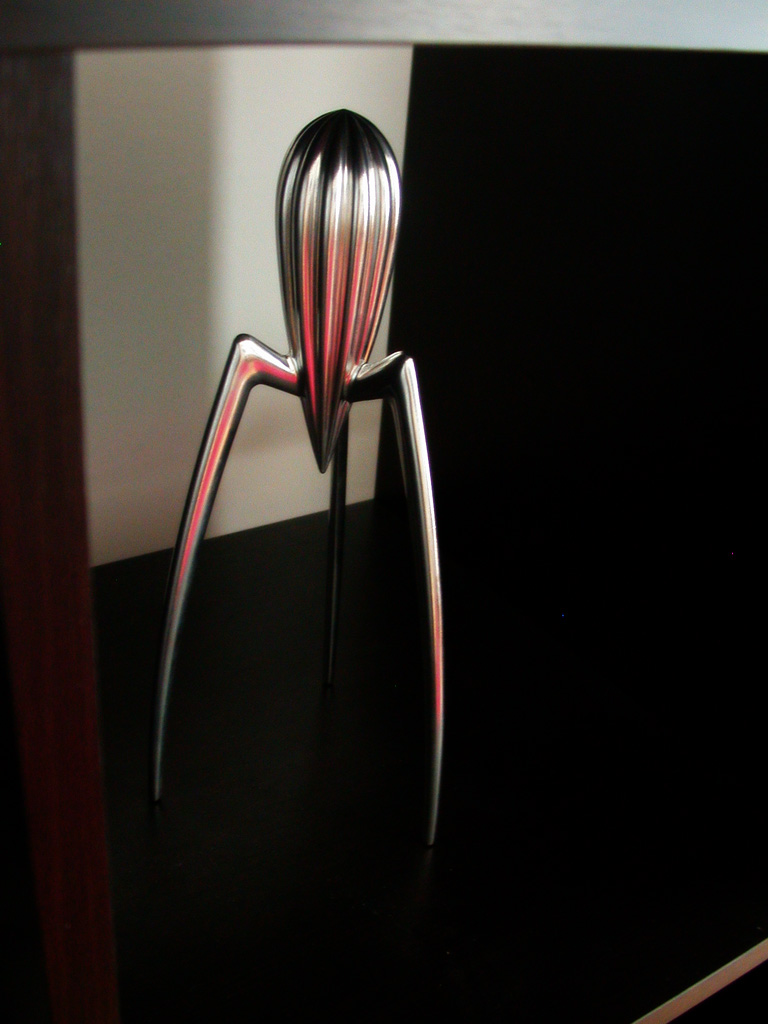
Citroenpers, ontwerp Philippe Starck

Er wordt soms onderscheid gemaakt tussen
- industriële vormgeving, meestal buiten de universiteit gegeven en verwant met opleidingen in de toegepaste kunst
- industrieel ontwerpen, dat meer op de technische en ergonomische kant van het product is gericht en wat vaker bij universitaire opleidingen wordt benadrukt.

Het onderscheid is echter niet altijd scherp te maken. Sommige opleidingen benadrukken juist de integratie van beide aspecten, zoals bijvoorbeeld de Universiteit van Antwerpen met de term productontwikkeling. De opleiding Industrial Design op de Technische Universiteit van Eindhoven (TU/e) gaat niet over de traditionele vorm van industriële vormgeving. Tijdens deze studie ligt de focus vooral op het realiseren van interactieve systemen, services en producten.

### Nederland
Industrieel Ontwerpen wordt in Nederland aan de volgende technische universiteiten gegeven:
- Technische Universiteit Delft, opgericht in 1969
- Universiteit Twente, opgericht in 2001
- Technische Universiteit Eindhoven, opgericht in 2001.

Ook op de technische product-aspecten gericht zijn de hoger beroepsonderwijs-opleidingen Industrieel Product Ontwerpen (IPO):
- Hogeschool Rotterdam
- De Haagse Hogeschool
- Hogeschool Windesheim (Zwolle)
- Saxion (Enschede)
- Hogeschool van Arnhem en Nijmegen (Arnhem)
- Fontys Hogeschool (Venlo)

Meer specifiek op het vormgevingsaspect gericht zijn de hbo-opleidingen:
- Product Design (Willem de Kooning Academie - Hogeschool Rotterdam)
- Gerrit Rietveld Academie DesignLab (Amsterdam)
- De Design Academy Eindhoven)
- Hogeschool voor de Kunsten Utrecht (Utrecht)
- Academie Beeldende Kunsten Maastricht Product Vormgeving (Maastricht)
- Product Design (Amsterdam)
- Concept en Product Development (Saxion, Enschede)
- ArtEZ (Arnhem)
- AKV | St. Joost Ruimtelijk ontwerp (Breda)

Andere hbo-opleidingen op het gebied van industrieel ontwerpen zijn er aan de Hogescholen Utrecht en Amsterdam. Bij de Hogeschool Utrecht heet de opleiding Product Design & Engineering. Op mbo-niveau is de opleiding Industrial Design te volgen aan het Deltion College in Zwolle, het ROC Friese Poort in Drachten, het ROC Midden Nederland in Nieuwegein en het Summa college in Eindhoven. Op de Cibap vakschool voor Verbeelding in Zwolle zijn uitgebreide opleidingen te volgen tot vormgever in diverse disciplines. Aan diverse kunstacademies kunnen opleidingen voor industriële of 3D-vormgeving worden gevolgd, die vaak conceptueel en op interieurtoepassing gericht zijn.

### Vlaanderen
In Vlaanderen wordt industrieel ontwerpen aangeboden in het hoger onderwijs:
- Aan de Universiteit Antwerpen als Master in productontwikkeling
- Aan LUCA School of Arts te Genk als Master in het productdesign.
- Aan de Hogeschool West-Vlaanderen te Kortrijk als Bachelor Industrieel Productontwerpen (IPO)
- Aan de Universiteit Gent als industrieel ingenieur Master industrieel ontwerpen (IO)

### Elders
Onder andere Londen en Turijn zijn bekend als opleidingsplaatsen voor industrieel ontwerpers.